# Portuguese Juniors 2009
Das Portuguese Juniors 2009 fand als bedeutendstes internationales Nachwuchsturnier von Portugal im Badminton vom 4. bis zum 6. Dezember 2009 in Caldas da Rainha statt. Es war die erste Auflage der Veranstaltung.

## Sieger und Platzierte
| Disziplin    | Gold                         | Silber                                    | Bronze                          |
| ------------ | ---------------------------- | ----------------------------------------- | ------------------------------- |
| Herreneinzel | Richard Domke                | Jesús Lorenzo Nieto                       | Juan Manuel Fernández           |
| Herreneinzel | Richard Domke                | Jesús Lorenzo Nieto                       | Daniel Messersi                 |
| Dameneinzel  | Alina Hammes                 | Helena Pestana                            | Laura Samaniego                 |
| Dameneinzel  | Alina Hammes                 | Helena Pestana                            | Katrin Thanei                   |
| Herrendoppel | Rafael Lopes Tomás Nero      | Juan Manuel Fernández Jesús Lorenzo Nieto | José Góngora Alejandro Martínez |
| Herrendoppel | Rafael Lopes Tomás Nero      | Juan Manuel Fernández Jesús Lorenzo Nieto | Daniel Messersi Marcel Strobl   |
| Damendoppel  | Blanca Ibeas Raquel Sarasola | Amélia Mateus Helena Pestana              | Andrea Márquez Belén Rodríguez  |
| Damendoppel  | Blanca Ibeas Raquel Sarasola | Amélia Mateus Helena Pestana              | Laura Primo Laura Samaniego     |
| Mixed        | Richard Domke Alina Hammes   | Alejandro Martínez Laura Samaniego        | Rafael Lopes Amélia Mateus      |
| Mixed        | Richard Domke Alina Hammes   | Alejandro Martínez Laura Samaniego        | Ruben Vieira Helena Pestana     |